# Internationalist
Internationalist es el tercer álbum de estudio de la banda australiana de rock alternativo Powderfinger. El álbum se lanzó el 7 de septiembre de 1998 y se denominó frecuentemente el trabajo más aventurado del grupo, con una mayor cantidad de experimentación que sus trabajos anteriores. Internationalist continuó con el éxito de su predecesor, Double Allergic y recibió cinco discos de platino en Australia. El álbum ganó cuatro premios en la ceremonia de los ARIA Music Awards, entre las que se cuenta la categoría de álbum del año. De él se extrajeron cuatro sencillos: «The Day You Come», «Don't Wanna Be Left Out/Good-Day Ray», «Already Gone» y «Passenger»; todos ellos figuraron en la encuesta de Triple J Hottest 100 por dos años consecutivos. El disco recibió reseñas mayoritariamente positivas de la prensa australiana y cimentó la posición de Powderfinger en la escena musical local; pese a esto, con él la banda fracasó en su intento de lanzarse al mercado internacional.

## Contexto
Powderfinger pasó gran parte de los primeros meses de 1997 de gira tras el éxito de Double Allergic. El compositor Bernard Fanning pasó gran parte de dicho año componiendo canciones para Internationalist en Brisbane y tomó su inspiración de un viaje del grupo a mediados de dicho año a los Estados Unidos. El título del álbum hace referencia al escapismo, es decir, la habilidad que un «internacionalista» —en inglés, internationalist— posee para escapar de la tensión social y racial. Cuando se le preguntó en una entrevista con Juice, Fanning resumió el sentido de esto:

«Es sobre la idea de que toda esta tensión que está alrededor en este momento, toda esa tensión racial y política. [...] La idea es que un "internacionalista" puede escapar de todo aquello; la música puede ser un vehículo [que posibilite] tal escape».

## Grabación y producción

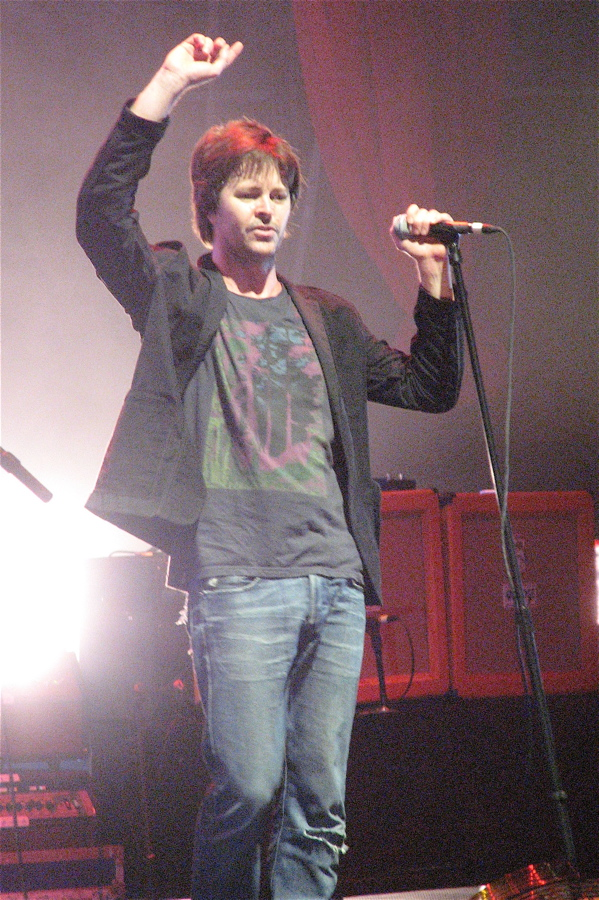
El cantante Bernard Fanning sostuvo que no tenía la intención de componer canciones políticas.

Internationalist se grabó en los Sing Sing Studios en Melbourne y Powderfinger se vio acompañada por el productor estadounidense Nick DiDia por primera vez. Ya que la banda había preparado «cerca de 30 o 40» canciones cuando ingresaron al estudio, la tarea de DiDia se vio relativamente reducida. El bajista John Collins comentó sobre el productor: «Nick era realmente bueno. La forma en la que encaraba la grabación era que quería grabar a la banda tal como estábamos en un momento particular, no quería juguetear demasiado». Como resultado de esta actitud, la banda sólo pasó un mes en el estudio, ya que DiDia produjo el álbum poco después. Powderfinger utilizó el tiempo restante para jugar al ping-pong, la forma de recrearse que la banda eligió durante las sesiones de Internationalist y Odyssey Number Five.
Collins comentó que el álbum no era tan fácil de escuchar como sus trabajos anteriores y que contenía numerosos experimentos en la composición de canciones que no habían probado en sus otros álbumes. Fanning afirmó más tarde que Internationalist fue «un mejor disco» que Double Allergic, pero reconoció que no era tan fácil de comparar —sólo era una mejora en la composición de canciones. Collins y Fanning reconocieron que la naturaleza experimental del álbum podía hacerlos perder viejos fanes, pero el dúo estableció paralelismos con bandas como U2, sobre quienes Collins afirmó que «se había constantemente reinventado y con éxito». Afirmó también que la reinvención de Powderfinger fue tanto debido al propio interés de la banda como así también para «la percepción del público». Por otra parte, el guitarrista Ian Haug describió el álbum como «algo moderado» entre Parables for Wooden Ears («la bestia complicada») y Double Allergic («totalmente simplificado»), los dos anteriores álbumes del grupo. Además, coincidió en que el disco es mucho más experimental y lo describió como el álbum «más exitoso» del grupo, así como afirmó que fue el que mejor transmitió «el sonido que tenemos en directo».
Numerosas canciones de Internationalist se vieron influenciadas por asuntos sociales y políticos, aunque la banda negó que tengan un leitmotiv deliberado. Fanning explicó que la banda no tuvo la intención de discutir sobre política y al respecto afirmó: «No tratamos de hacer nada en particular». Recalcó, sin embargo, que las canciones, a modo de respuestas emocionales a sucesos recientes, se podían inevitablemente interpretar como políticas. Cuando se lanzó como sencillo «The Day Your Come», se especuló que aludía al partido político de Pauline Hanson One Nation, aunque la banda afirmó que la canción era vaga y no se refería específicamente a una persona. Fanning comentó sobre la canción:

«No diría, ciertamente, que escribimos canciones de protesta —"The Day You Come" es lo más cercano a ese tipo de canción y típicamente, como la mayoría de nuestras canciones puede interpretarse de muchas maneras y fue particularmente sobre cómo las elecciones en Australia son tan emocionantes y [sobre el] pensamiento».

## Lanzamiento de sencillos

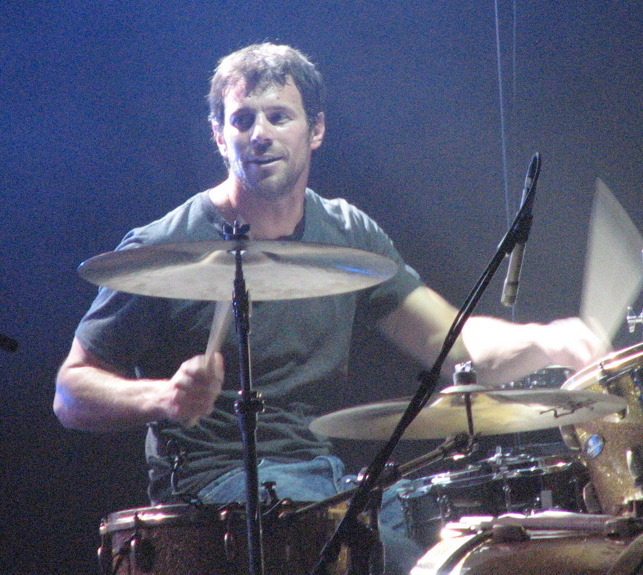
El baterista Jon Coghill afirmó que «Don't Wanna Be Left Out» es una de las canciones del grupo más difíciles de tocar.

El primer sencillo del álbum fue «The Day You Come», una canción influenciada por la política y la sociología. La banda no pretendía que fuera el primero y lo pusieron a la venta debido a que no pudieron decantarse con otro. Haug comentó el hecho de que era «una canción bastante inofensiva musicalmente» ayudó a Powderfinger a tomar esa decisión. La canción pasó nueve semanas en la lista de sencillos de Australia y su máxima posición fue en el puesto 25.
El segundo sencillo fue el doble lado A «Don't Wanna Be Left Out/Good-Day Ray», lanzado el 9 de noviembre de 1998. «Don't Wanna Be Left Out» habla sobre un amigo de Fanning que tenía dificultad ante las situaciones sociales. El baterista Jon Coghill la describió como la canción de Powderfinger más difícil de tocar en directo en ese entonces debido a que era muy «rápida y de ritmo irregular». El video musical de «Don't Wanna Be Left Out» no fue popular y generó críticas a los miembros de la banda. «Good-Day Ray» estuvo dedicada al presentador de televisión australiano Ray Martin y sus discrepancias públicas con el anteriormente anfitrión de Media Watch Stuart Littlemore. Su letra se inclinaba hacia el punk, aunque Coghill negó que Powderfinger fuese una banda dentro del género. Además, dijo que el video de este tema fue uno de los mejores que hizo el grupo.
El tercer sencillo de Internationalist fue «Already Gone», puesto a la venta el 12 de febrero de 1999. La canción fue un tributo hacia The Beatles y su influencia en la música de la banda. El cuarto y último sencillo del álbum fue «Passenger», lanzado el 9 de agosto de 1999. La canción está influenciada por Elvis Presley y posee un pasaje de trompa, así como armonías vocales del grupo de folk Tiddas. «Passenger» ganó un ARIA Award en la categoría de canción del año en 1999. El video del tema fue uno de los primeros del grupo en emplear gráficos computarizados y fue producido por Fifty Fifty Films. «Passenger» pasó once semanas en las listas australianas y su máxima posición fue el número 30. Figuró en el puesto 48 de la lista del canal Max de las 100 mejores canciones de la década de 1990.

## Gira y promoción

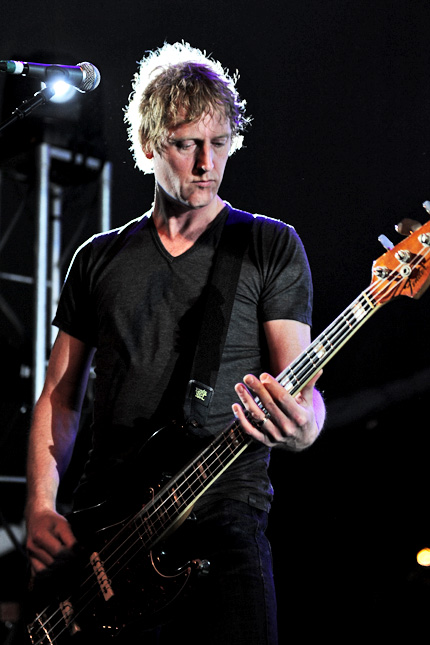
Powderfinger tocó en una gira junto a la banda británica Swervedriver tras el lanzamiento del álbum.

Powderfinger se embarcó en una gira a nivel nacional tras el lanzamiento de Internationalist y tocó, con la banda británica Swervedriver y el grupo de Brisbane Not From There, en ciudades capitales a lo largo de Australia. En 1999, la banda también estuvo de gira junto a Something for Kate y Alex Lloyd. Collins describió el proceso de seleccionar con quién tocaría la banda como simplemente una cuestión de elegir qué música prefería el grupo y afirmó: «Habíamos tocado con la mayor parte de las bandas y si vas de gira con alguien, mejor ir con alguien con quien te llevas bien y cuya música disfrutas». Pese a ser fanes de Swervedriver, conocidos por «su capacidad de reproducir el sonido de sus álbumes perfectamente en directo» según Neala Johnson de Beat, Fanning comentó que Powderfinger nunca intentaría igualarlos porque consideraba que sus espectáculos en directo eran mucho más «potentes a nivel emocional» que las grabaciones.
Con Internationalist, Powderfinger por primera vez fijó su vista en el mercado internacional y apareció en varios festivales de los Estados Unidos, entre ellos el South by Southwest en Texas. Una vez en los Estados Unidos, Powderfinger hizo varias presentaciones para representantes de discográficas en Los Ángeles y en Nueva York. En una posterior entrevista en Australia, Fanning comentó que esos conciertos fueron difíciles debido a la falta de fanes de cosecha propia como apoyo. Además, mencionó que la banda no estaba concentrada en los conciertos y por eso no les fue tan bien como había esperado. Sin embargo, Coghill dijo que estas y las presentaciones en Austin habían «valido la pena» y habían sido «divertidas». Tras tocar en los Estados Unidos, Powderfinger realizó una gira por Canadá. Fanning describió la mirada al exterior del grupo como algo necesario para una banda con sede en Australia, ya que «la gente [en Australia] se va a cansar de ti rápidamente si haces cinco giras al año para sostenerte a nivel financiero».

## Recepción
Internationalist debutó en la cima de la ARIA Albums Chart y recibió un disco de oro en su primera semana, en la que vendió además cerca de 35 000 copias. Luego recibió uno de platino y hasta ahora ha recibido cinco de ellos, por haber vendido 350 000 copias. En la edición de 1999 de los ARIA Awards, el álbum ganó en tres categorías —álbum del año, mejor álbum de rock y mejor diseño de portada. Además, «The Day You Come» ganó el premio al sencillo del año. En 2000, «Passenger» recibió nominaciones para tres premios, pero no ganó ninguno.
Haug comentó que estaba asombrado con la respuesta de la crítica altamente positiva que el disco generó y se sorprendió que «hasta Molly [Meldrum] le otorgó un nueve sobre diez». La recepción positiva del álbum creó una sensación de surrealismo y el guitarrista comentó a Juice: «Quisiera que alguien escriba una reseña realmente negativa»; sin embargo, apreció la credibilidad a la que contribuyó el álbum en la evolución de Powderfinger. Coghill coincidió con Haug con respecto a la popularidad del disco y afirmó que «no podías pedir que fuera mucho mejor», además de comentar que realmente se fijó en la recepción positiva que el álbum estaba teniendo. Benedict Wattes de Juice comentó que recibió «un nivel universal de elogios que no alcanzó otro lanzamiento australiano desde Hi Fi Way de You Am I». Pese a que Polydor dijo a la banda que el álbum sería muy comercializado, Fanning encontró sorprendente este éxito. Teresa Bolster de HIT sugirió que Fanning temía lo peor mientras componía canciones; «Celebrituy Head», una pista del disco, ha sido vista como «preventiva, un ataque mordaz a los compositores», si bien el vocalista mencionó que pretendía que fuera una broma.

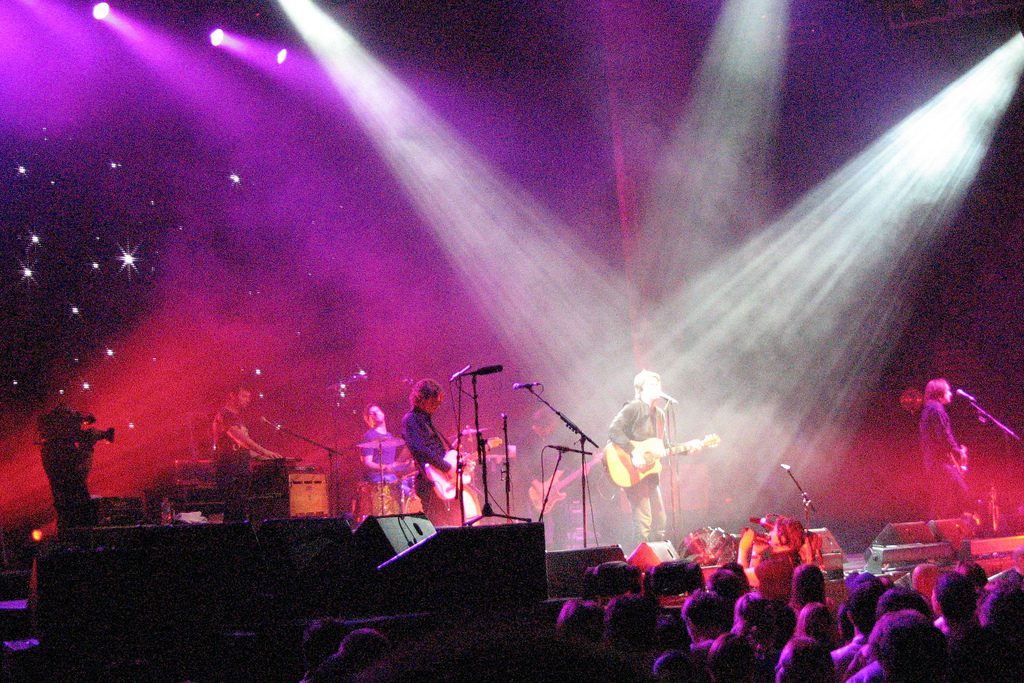
Powderfinger tocando en directo en septiembre de 2007.

La recepción crítica de Internationalist fue positiva, lo mismo que su desempeño en las listas de venta. Nicola Six de The Courier-Mail lo llamó el álbum más diverso de la banda hasta el momento y tomó de ejemplo a «The Day You Come», sobre la que comentó que su «riff staccato de guitarra hasta la forma en que el bajo se combina con el casi falsete de Bernard Fanning en el estribillo final» lo hacen el «primer sencillo perfecto». Watts afirmó que el tema «da un pantallazo del estado de ánimo y la naturaleza progresiva del álbum», mientras que Jonathan Lewis de Allmusic lo describió como la mejor canción del álbum. Ian Shedden de The Weekend Australian comentó también que se trata de «una de las mejores canciones australianas de rock de la década».
«The Day You Come» no fue el único sencillo elogiado; «Don't Wanna Be Left Out» se describió como «impulsada por guitarras de surf» y «Good Day Ray» como «thrashy» y Bolster mencionó además que su lanzamiento como doble lado A mostró la verdadera profundidad del álbum al público. Allmusic aprobó la «roquera» «Don't Wanna Be Left Out», pero recalcó que Powderfinger sacrificó su cualidad de único con «Good Day Ray», que Lewis consideró demasiado influenciada por Foo Fighters. Además, aprobó la «melódica» «Already Gone», mientras que Simon Wooldridge de Juice mencionó que ésta y «Passenger» demostraron su «talento para el gran gancho [melódico]». Neala Johnson de Beat comparó los leitmotiv políticos con los trabajos de Manic Street Preachers y halló «una conciencia social y personal seria, a veces, cínica mostrada en las letras». Noel Mander de The Courrier-Mail comentó que poseía «ligereza y un espíritu bullicioso» y lo comparó con las guitarras distorsionadas en su álbum debut Parables for Wooden Ears. Geoff Nicholson de Time Off expresó que Internationalist es «una fusión de canciones de pop relucientes y sondeos que provocan al pensamiento».

## Lista de canciones
Todas las canciones han sido compuestas por Powderfinger, salvo donde se indique.
1. «Hindley Street» (Fanning/Powderfinger) – 3:41
2. «Belter» (Fanning/Powderfinger) – 4:13
3. «The Day You Come» (Fanning/Powderfinger) – 4:00
4. «Already Gone» (Fanning/Powderfinger) – 3:28
5. «Passenger» (Fanning/Powderfinger) – 4:20
6. «Don't Wanna Be Left Out» (Fanning/Middleton/Powderfinger) – 2:12
7. «Good-Day Ray» (Coghill/Fanning/Powderfinger) – 1:58
8. «Trading Places» (Fanning/Powderfinger) – 4:27
9. «Private Man» (Fanning/Powderfinger) – 3:40
10. «Celebrity Head» (Fanning/Powderfinger) – 2:20
11. «Over My Head» (Middleton) – 1:36
12. «Capoicity» (Fanning/Powderfinger) – 5:44
13. «Lemon Sunrise» (Fanning/Middleton/Powderfinger) – 3:34

Disco adicional P2K
La segunda edición de copias del álbum se lanzó a fines de noviembre de 1998 e incluyó un disco adicional con grabaciones en directo de la interpretación de Powderfinger en la celebración del 25º aniversario de la Sydney Opera House llevada a cabo en octubre de 1998.
1. «Passenger» – 4:42
2. «Private Man» – 4:01
3. «Don't Wanna Be Left Out» – 2:55
4. «Pick You Up» – 5:51
5. «The Day You Come» – 4:36

## Créditos
- Bernard Fanning – voz, guitarra, piano, teclado
- Darren Middleton – segunda voz, guitarras, piano, teclados, voz principal en «Over My Head»
- Ian Haug – guitarra, aplausos, segunda voz
- John Collins – bajo eléctrico, pedales de órgano y bajo, segunda voz
- Jon Coghill – batería, percusión, aplausos, segunda voz
- Tiddas – segunda voz
- Nick DiDia – producción, ingeniero de sonido, mezcla
- Lachlan «Magoo» Goold, Mark McElligott – ingenieros adicionales
- Michael Mucci – diseño
- Sophie Howarth – fotografía

## Premios y reconocimientos

### ARIA Awards
Internationalist y sencillos extraídos de él se han nominado en diversas categorías de los ARIA Music Awards, otorgados por la Australian Recording Industry Association, en dos años consecutivos.
| Año  | Trabajo            | Premio                  | Resultado |
| ---- | ------------------ | ----------------------- | --------- |
| 1999 | Internationalist   | Mejor diseño de portada | Ganador   |
| 1999 | Internationalist   | Mejor álbum de rock     | Ganador   |
| 1999 | Internationalist   | Álbum del año           | Ganador   |
| 1999 | Internationalist   | Mejor grupo             | Nominado  |
| 1999 | «The Day You Come» | Sencillo del año        | Ganador   |
| 2000 | «Passenger»        | Mejor diseño de portada | Nominado  |
| 2000 | «Passenger»        | Mejor grupo             | Nominado  |
| 2000 | «Passenger»        | Sencillo del año        | Nominado  |

### Otros premios
En 1999, «The Day You Come» recibió un galardón en la categoría de canción del año en los APRA Awards, otorgados por la Australasian Performing Right Association y «Passenger» ganó el mismo premio al año siguiente. El mismo año, los temas «Already Gone», «Good Day Ray» y «Passenger» figuraron en la lista Hottest 100 de Triple J y «Don't Wanna Be Left Out» y «The Day You Come» habían ingresado a ella en 1998. La revista de música australiana Juice colocó en el puesto 80 en su lista de los 100 mejores álbumes de la década de 1990.